# Ixión (Ribera)
Ixión es un cuadro de José de Ribera, «El Españoleto», pintado al óleo sobre lienzo y con unas dimensiones de 220 x 301 cm. Firmado y datado en 1632, actualmente se conserva en el Museo del Prado de Madrid.

## Historia
El cuadro pertenece a una serie de cuatro telas que representan los suplicios sufridos por los Gigantes de la mitología griega; Ticio, Sísifo, Tántalo e Ixión, a quien Zeus castigó por diversos crímenes. De esta serie de cuatro (Ribera realizó al menos otra más con el mismo tema  de la que sólo se conservan los bocetos) han llegado hasta nuestros días las telas de Ticio e Ixión, ambas en el Museo del Prado.
No se conoce con exactitud quién hizo el encargo del trabajo a Ribera y la primera constancia documental que se tiene es su compra en 1634 a la marquesa de Charela por parte del pronotario de Aragón, Jerónimo de Villanueva  para la decoración del palacio del Buen Retiro. No obstante, por sus grandes dimensiones y el tema de las obras (interpretadas como la justicia implacable  que recaerá sobre los arrogantes que atenten contra el poder reinante) se tiene casi la total certeza de que se trata de un encargo de la misma Casa Real. Las obras permanecieron sin interrupción en el Palacio del Buen Retiro hasta el siglo XVIII y poco después entrarían a formar parte de la colección del Prado.

## Descripción y estilo
Después de matar a su suegro Deyoneo, Ixión progenitor de la raza de los Centauros, es aborrecido y despreciado por todos. Pide entonces perdón a Zeus que se apiada de él y lo invita a la mesa de los dioses pero Ixión, lejos de mostrarse agradecido, trata de seducir a la mujer de Zeus, Hera. Zeus enfurecido mata con un rayo a Ixión y lo envía al Hades donde es atado con ligaduras de serpientes a una rueda y condenado a girar eternamente.
En la obra, el gigante atado boca abajo, parece surgir de la oscuridad y desplomarse sobre la escena acentuando el efecto de movimiento rotatorio de la rueda que un verdugo de orejas puntiagudas y gesto feroz maneja desde abajo.
Para la realización de esta obra, al contrario que con Ticio,  Ribera no contaba con demasiadas referencias pues Ixión no fue un tema demasiado usado por pintores anteriores y del Ixión realizado por Tiziano, en su serie de los condenados al Hades, no quedaba registro visual alguno. Por ello en esta obra, Ribera nos muestra su enorme sabiduría y habilidad en el tratamiento del cuerpo humano y su genial capacidad para transmitir sentimientos, como es el caso del verdugo que observa directamente al espectador lanzando una terrorífica mirada que nos advierte de lo que nos puede suceder si caemos en sus manos. Es la mirada del verdugo, más que el gesto del condenado, lo que transmite la dureza del castigo. Un verdugo salido totalmente de la imaginación de Ribera y sin igual en la pinturas sobre este tema, pues en la tradición mitológica son las Furias (personificaciones femeninas de la venganza) las encargadas de llevar a cabo los castigos. 